# کلیه نعل اسبی

تصویری از کلیه نعل اسبی

کلیه نعل اسبی (به انگلیسی: Horseshoe kidney) یک بیماری مادرزادی است که در آن دو کلیه در قسمت پایین به یکدیگر چسبندگی دارند (در جلوی ستون فقرات).
این بیماری در مردان دوبرابر شایع‌تر است و شیوع آن حدود یک در پانصد نوزاد است. اغلب بیماران علامتی ندارند ولی شیوع عفونت ادراری و سنگ کلیه در این بیماران بیشتر است.